# Ron Stallworth
Ron David Stallworth (Chicago, 18 de juny de 1953) és un ex-agent de policia estatunidenc, conegut per haver-se infiltrat a les files del Ku Klux Klan de Colorado Springs a finals dels anys 1970. Va ser el primer agent de policia i detectiu afroamericà del Departament de Policia de Colorado Springs.
La pel·lícula de 2018 Infiltrat en el KKKlan es basa parcialment en la seva experiència d'infiltració al Ku Klux Klan.

## Primers anys
Stallworth va néixer el 18 de juny de 1953 a Chicago i es va criar a El Paso, Texas, després que la seva mare s'hi mudés amb la família. A la seva autobiografia va dir que «la mudança de la nostra mare a El Paso va ser la millor decisió que va prendre, ja que la ciutat estava molt lluny de la pobresa, les colles i el conflicte en el costat sud de Chicago, on hauria aconseguit la majoria d'edat si no se n'hagués anat».
El 1971, Stallworth es va graduar a l'Austin High School, on va ser membre del consell estudiantil i d'una junta assessora de tot el districte, així com votat com «el més popular».
L'estiu de 1972, la seva família es va mudar a Colorado Springs, Colorado, on es va interessar per primera vegada en una carrera d'aplicació de la llei. El novembre de 1972 es va unir al departament de policia com a cadet, i va esdevenir el primer cadet negre del Departament de Policia de Colorado Springs.
Ràpidament va desenvolupar un interès en el treball d'agent encobert, que va persistir molt després que jurés formalment com a oficial al juny de 1974. Després de 10 mesos de servei de patrulla uniformat, se li va oferir una tasca encoberta per a observar una reunió en un club nocturn negre local, on Stokely Carmichael havia estat convidat a parlar. Stallworth va acceptar l'assignació i després va ser transferit a la secció d'intel·ligència del departament.

## Infiltració al Ku Klux Klan
L'any 1979 es va assabentar d'un anunci publicat en el periòdic local que buscava membres per a crear un nucli nou del Ku Klux Klan a Colorado Springs. Stallworth va contactar per carta amb el KKK i es va fer passar per un blanc racista que "odiava els negres, els jueus, els mexicans, els asiàtics". Durant la conversa, es va assabentar que l'home que estava fundant el nou capítol era un soldat de la localitat propera de Fort Carson. Stallworth va fer els arranjaments per a reunir-se amb l'home en un bar local i hi va enviar un agent de narcòtics encobert blanc, programat per a gravar qualsevol conversa i perquè el representés a la reunió.
El subterfugi va ser un èxit, i Stallworth va continuar fent-se passar per un membre del KKK durant els següents nou mesos, generalment parlant per telèfon amb altres membres i enviant l'oficial blanc en el seu lloc quan era necessari realitzar reunions cara a cara. En la seva seu de Nova Orleans, Stallworth va trucar a David Duke, que era el Gran Mag del KKK en aquell moment, per a preguntar-li sobre l'estat de la seva sol·licitud de filiació. Duke es va disculpar pel retard en el processament de la sol·licitud i va prometre encarregar-se'n personalment perquè es processés i se li enviés. En poc temps, li va arribar el certificat de filiació al KKK signat per Duke. Stallworth va emmarcar el certificat i el va penjar a la paret de la seva oficina, on va romandre durant anys.

## Retir
Després del tancament de la recerca sobre el KKK, Stallworth es va mantenir en secret i no va parlar a ningú del seu paper en ella. Es va traslladar al Departament de Seguretat Pública de Utah, del qual es va retirar el 2005 després de treballar com a investigador durant gairebé 20 anys. El 2007, després de la seva jubilació, es va llicenciar en Dret penal al campus de Salt Lake City del Columbia College.
Al gener de 2006, Stallworth va concedir una entrevista a Deseret News de Salt Lake City, en la qual va relatar els detalls de la seva infiltració i recerca del KKK. Va revelar que gràcies a la recerca va esbrinar que diversos membres del KKK eren membres actius de les Forces Armades dels Estats Units d'Amèrica, inclosos dos del NORAD: el Comandament Nord-americà de Defensa Aeroespacial, que proporciona alerta aeroespacial, sobirania aèria i protecció als Estats Units. La parella va ser reassignada i se li va dir a Stallworth que van anar a "algun lloc com el Pol Nord o Groenlàndia".

## En la cultura popular
El 2014 va publicar el llibre Black Klansman: Race, Hate, and the Undercover Investigation of a Lifetime, que tracta sobre la seva experiència en la recerca del KKK. Per al seu material d'origen va usar un llibre de casos que va reunir durant la tasca i es va guardar per a si mateix un cop va acabar.
El llibre va ser portat al cinema pel productor Shaun Redick amb el títol Infiltrat en el KKKlan, pel·lícula dirigida i produïda per Spike Lee. El 2018 es va estrenar la pel·lícula amb John David Washington interpretant el paper de Stallworth. Infiltrat en el KKKlan va guanyar el Gran Premi del Festival de Cinema de Canes. També va ser nominada a sis premis Oscar i va guanyar l'Oscar al millor guió adaptat.